# Madhuca motleyana
Madhuca motleyana är en tvåhjärtbladig växtart som först beskrevs av De Vriese, och fick sitt nu gällande namn av James Francis Macbride. Madhuca motleyana ingår i släktet Madhuca och familjen Sapotaceae. Inga underarter finns listade i Catalogue of Life.